# El año del tigre
El año del tigre es una película del director chileno Sebastián Lelio, estrenada en 2011 en el Festival Internacional de Cine de Locarno y el Festival Internacional de Cine de Toronto. Protagonizada por los actores Luis Dubó, Sergio Hernández y Viviana Herrera, se estrenó en Chile el 31 de mayo de 2012.
La película está ambientada durante el terremoto de Chile de 2010, en el cual se derrumbaron algunas cárceles del país que permitieron la huida de diversos presos.

## Premios
La película ha obtenido los siguientes reconocimientos.

### Festival Internacional de Cine de Locarno
| Año  | Premio                                                            | Resultado |
| ---- | ----------------------------------------------------------------- | --------- |
| 2011 | Premio del jurado joven - Premio «Environment Is Quality of Life» | Ganadora  |
| 2011 | Golden Leopard                                                    | Nominada  |

### Festival Internacional de Cine de Cartagena
| Año  | Premio                | Categoría      | Resultado |
| ---- | --------------------- | -------------- | --------- |
| 2012 | Golden India Catalina | Mejor película | Nominada  |